# Racing TV
Racing TV est une chaîne de télévision britannique avec 34 hippodromes comme actionnaires et les rencontres de 61 hippodromes diffusées en direct. Au fur et à mesure que Racing UK se développe, plusieurs autres unités commerciales et coentreprises sont créés sous la propriété de la société mère Racecourse Media Group Ltd. Racing TV est l'une des deux principales chaînes de télévision de courses de chevaux au Royaume-Uni, l'autre étant Sky Sports Racing. La chaîne est consacrée au sport hippique diffusant plus de 70 % de toutes les courses en direct de Grande-Bretagne et d'Irlande, dont près de 90 % de toutes les courses de groupe.

## Histoire
Attheraces est lancé le 1er mai 2002 mais rencontre des difficultés financières au printemps 2004. Après sa disparition, deux nouvelles chaînes sont créées dans un délai très court pour continuer à diffuser le sport hippique au Royaume-Uni. AtTheRaces est relancé le 11 juin 2004, puis devient Sky Sports Racing. Le nom de l'autre chaîne est à l'origine "Horse Racing Channel" puis devient "Racing UK" lors de son lancement le 29 mai 2004.
Le 17 décembre 2018, Racing UK est rebaptisé Racing TV en prévision de la première diffusion en direct de courses depuis la république d'Irlande le 1er janvier 2019. Dans le même temps, Racing TV commence à promouvoir son nouveau service Racing TV Extra qui fournit des flux dédiés à chaque réunion de l'hippodrome.

## Racecourse Media Group
Racecourse Media Group Ltd (RMG) est l'organisation faîtière des 34 hippodromes, qui détient leurs intérêts dans Racing TV, Racecourse Retail Business, Racing TVi et RDC. Les hippodromes (et actionnaires) sont : Aintree, Ayr, Beverley, Carlisle, Cartmel, Catterick Bridge, Cheltenham, Chelmsford, Epsom Downs, Exeter, Goodwood, Hamilton Park, Haydock Park, Huntingdon, Kelso, Kempton Park, Leicester, Ludlow, Market Rasen, Musselburgh, Newbury, Newmarket, Nottingham, Perth, Pontefract, Redcar, Salisbury, Sandown Park, Stratford, Taunton, Thirsk, Warwick, Wetherby, Wincanton et York.

## Hippodromes actionnaires
- Aintree
- Ascot (British Champions Day seulement)
- Ayr
- Ballinrobe
- Bellewstown
- Beverley
- Carlisle
- Cartmel
- Catterick Bridge
- Chelmsford City
- Cheltenham
- Clonmel
- Cork
- Curragh
- Downpatrick
- Down Royal
- Dundalk
- Epsom Downs
- Exeter
- Fairyhouse
- Galway
- Goodwood
- Gowran Park
- Hamilton Park
- Haydock Park
- Huntingdon
- Kelso
- Kempton Park
- Kilbeggan
- Killarney
- Laytown
- Leicester
- Leopardstown
- Limerick
- Listowel
- Ludlow
- Market Rasen
- Musselburgh
- Naas
- Navan
- Newbury
- Newmarket
- Nottingham
- Pontefract
- Perth
- Punchestown
- Redcar
- Roscommon
- Salisbury
- Sandown Park
- Sligo
- Stratford-on-Avon
- Taunton
- Thirsk
- Thurles
- Tipperary
- Tramore
- Warwick
- Wetherby
- Wexford
- Wincanton
- York

## Présentateurs
- Angus McNae : Présentateur en studio et reporter sur le terrain
- Nick Lightfoot : Présentateur en studio et reporter sur le terrain
- Nick Luck : Présentateur en studio et reporter sur le terrain. Travaillait pour Channel 4 Racing
- Lydia Hislop : Présentateur en studio et reporter sur le terrain. Travaillait pour BBC Sport
- Rishi Persad : Présentateur en studio et reporter sur le terrain. Travaille aussi pour BBC Sport et ITV Racing
- Ruby Walsh : Présentateur de studio occasionnel et reporter sur le terrain. (Ancien jockey). Travaille aussi pour ITV Racing
- Tom Stanley : Présentateur en studio et reporter sur le terrain.
- Gary O'Brien - reporter sur le terrain.
- Kevin O'Ryan - reporter sur le terrain.
- Fran Berry : reporter sur le terrain (Ancien jockey).
- Niall Hannity : Présentateur en studio et reporter sur le terrain (Ancien jockey).
- Rachel Casey : Présentateur en studio et reporter sur le terrain.
- Gordon Brown : reporter sur le terrain.
- Martin Dwyer : Présentateur de studio occasionnel et reporter sur le terrain (jockey).
- George Baker - Présentateur de studio occasionnel et reporter sur le terrain (Ancien jockey).
- Sam Turner - reporter sur le terrain et pronostiqueur.
- Dave Nevison - reporter sur le terrain et pronostiqueur.
- Chris Dixon - reporter sur le terrain.
- Martin Dixon - reporter sur le terrain.
- Mark Howard - reporter sur le terrain.

## Traduction
- (en) Cet article est partiellement ou en totalité issu de l’article de Wikipédia en anglais intitulé « Racing TV » (voir la liste des auteurs).